# Baie de Dorchester
La baie de Dorchester est une petite baie située dans la rade de Boston, au fond de la baie du Massachusetts, au nord-est des États-Unis.

## Source de la traduction
- (en) Cet article est partiellement ou en totalité issu de l’article de Wikipédia en anglais intitulé « Dorchester Bay » (voir la liste des auteurs).